# Hexatoma toxopei
Hexatoma toxopei är en tvåvingeart som beskrevs av Alexander 1937. Hexatoma toxopei ingår i släktet Hexatoma och familjen småharkrankar. Inga underarter finns listade i Catalogue of Life.